# 10582 Harumi
10582 Harumi (1995 TG) là một tiểu hành tinh vành đai chính được phát hiện ngày 3 tháng 10 năm 1995 bởi Y. Ikari ở Moriyama.